# Christian Wilsdorf
Pour les articles homonymes, voir Wilsdorf.
Christian Wilsdorf est un archiviste et historien spécialiste de l’Alsace, né le 19 juin 1926 à Ribeauvillé et mort le 5 mai 2019 à Colmar. Ayant passé toute sa carrière aux Archives départementales du Haut-Rhin, il est notamment connu dans le domaine archivistique pour être à l’origine de la série W, ainsi que pour le rôle qu’il a joué dans le dépôt en France des archives de la Haute commission alliée d’occupation en Allemagne.

## Biographie
Christian Wilsdorf est né le 19 juin 1926 à Ribeauvillé, dont les châteaux le fascinent durant son enfance. Son père, notaire et président de la Société d’histoire et d’archéologie de Ribeauvillé, meurt toutefois en 1934, ce qui entraîne le déménagement de la famille à Colmar, où Wilsdorf intègre plus tard le lycée Bartholdi.
Après l’annexion de l’Alsace par l’Allemagne en 1940, son grand-père maternel est arrêté par la Gestapo pour avoir publié en 1939 un poème critiquant l’invasion de la Tchécoslovaquie. Ayant obtenu l’Abitur en 1944, il parvient de justesse à éviter d’être envoyé travailler à Berlin grâce à la complicité d’une médecin qui lui délivre une fausse dispense médicale. 
Après la libération de l’Alsace, Wilsdorf se rend à Clermont-Ferrand, où l’université de Strasbourg est toujours repliée et où il fait la rencontre de Pierre Fournier, qui l’oriente vers l’École nationale des chartes, dont il obtient le concours d’entrée en 1946. Ayant soutenu sa thèse de l’École des Chartes sur les comtes de Ferrette, il quitte l’École en 1951 avec le diplôme d'archiviste-paléographe.
Dans la foulée, Wilsdorf est nommé archiviste-adjoint des archives départementales du Haut-Rhin, avec pour mission de rapatrier à Colmar les archives de l’administration française d’occupation de l’Allemagne et de l’Autriche. L’année suivante, il obtient le poste d’archiviste en chef des archives du Haut-Rhin, à la suite du décès d’Émile Herzog, mais ne put effectivement prendre ses fonctions qu’à l’achèvement en 1955 de sa mission en Allemagne.
Dans les décennies suivantes, Christian Wilsdorf devient également un interlocuteur privilégié des préfets et du conseil général du Haut-Rhin sur les questions historiques et patrimoniales. Il crée ainsi en 1960 la Commission départementale d’héraldique, dont le rôle est d’attribuer des armoiries à toutes les communes du département qui n’en avaient pas et de confirmer celles déjà existantes. Il est en outre de 1983 à 1996 délégué scientifique du président du Conseil général pour le patrimoine historique et contribue dans ce cadre au sauvetage ou à la restauration de nombreux châteaux et monuments, ainsi qu’à la préservation du centre historique de Colmar.
Ayant pris sa retraite en 1991, il meurt le 5 mai 2019.

## Œuvre archivistique
Dans le domaine des archives, Christian Wilsdorf a contribué de manière importante à la constitution des fonds d’archives liés à l’occupation de l’Allemagne et de l’Autriche. Outre le rapatriement des archives de l’administration française d’occupation, il parvint à obtenir que celles de la Haute commission alliée d’occupation en Allemagne et en Autriche soient également mises en dépôt en France plutôt qu’aux États-Unis. Les deux ensembles furent rassemblés à Colmar, où il constituèrent le fonds du Centre des archives de l’Occupation, jusqu’à leur transfert au Centre des Archives diplomatiques de La Courneuve en 2009.
Pendant cette période et face au grand nombre de documents, il élabora avec François Burckard un système de classement utilisant une numérotation en continue et non par série comme il était d’usage,. Il reprit ce principe aux archives départementales du Haut-Rhin à partir de 1955, sous le nom de « purgatoire », pour tous les nouveaux versements d’archives administratives. Ce système sera étendu en 1979 à tous les services d’archives départementales de France pour les versements postérieurs à 1940, sous le nom plus consensuel de « série W ».
Christian Wilsdorf a également joué un rôle important dans le développement et la modernisation des archives départementales du Haut-Rhin, dont il a été directeur pendant près de quarante ans. À partir de 1955, il s’attacha à remettre en ordre les fonds, qui ont souffert des déménagements successifs pendant la guerre. Par ailleurs, pour résoudre le problème de l’éparpillement des archives entre différents sites, du fait de l’exigüité des locaux, et celui de l’absence de bureaux et de salles de travail, il fit construire un nouveau bâtiment entre 1956 et 1959. Il contribua également grandement à l’organisation et à la description des fonds, qui n’étaient pour l’essentiel pas classés à son arrivée, ce qui permit notamment la publication en 1991 de l’index général des séries modernes. Enfin, c’est grâce à son opposition à plusieurs consignes de destruction que les archives départementales du Haut-Rhin sont parmi les seules à encore conserver certains types de documents, comme les « mémoires sur le fond et la forme » issus des procès du XIXe siècle, qui ont été détruits dans les autres départements.

## Publication principales
- Armorial des communes du Haut-Rhin, 1963-1981 ;
- Spechbach Heidwiller, un coin de terre du Sundgau, 1986 ;
- Histoire des comtes de Ferrette: 1105-1324, 1991. Ouvrage issu de sa thèse de l’École des Chartes ;
- Le château du Hohlandsbourg, 2008 ;
- Comment la Sainte Croix parvint à Niedermunster, une légende carolingienne écrite au XVe siècle, 2012 ;
- Le Terrier du comté de Ferrette (vers 1324 - vers 1340), 2016.

## Distinctions
- Chevalier de l'ordre des Palmes académiques (1967)
- Officier de l'ordre des Arts et des Lettres (1967)
- Officier de l'ordre national du Mérite (1987)